# Oskił Kupiańsk
Oskił Kupiańsk (ukr. Футбольний клуб «Оскіл» Куп'янськ, Futbolnyj Kłub "Oskił" Kupianśk) – ukraiński klub piłkarski z siedzibą w Kupiańsku, w obwodzie charkowskim.

## Historia
Chronologia nazw:
- 1992—2003: Oskił Kupiańsk (ukr. «Оскіл» Куп'янськ)

Piłkarska drużyna Oskił została założona w mieście Kupiańsk w 1992. Zespół występował w rozgrywkach mistrzostw i Pucharu obwodu charkowskiego.
Od początku rozgrywek w niezależnej Ukrainie klub występował w rozgrywkach mistrzostw Ukrainy spośród zespołów amatorskich. W sezonie 1992/93 zajął pierwsze miejsce w 5 grupie, co pozwoliło awansować do Przejściowej Lihi. W debiutanckim sezonie zajął 6 miejsce. W sezonie 1994/95 występował w rozgrywkach Trzeciej Lihi, w której zajął 5 miejsce. Również startował w Pucharze Ukrainy. W następnym sezonie 1995/96 startował w Drugiej Lidze, w której występował do 2002 roku. W sezonie 2001/2002 zajął ostatnie, 18 miejsce w Grupie W i pożegnał się z rozgrywkach na szczeblu profesjonalnym. Klub został pozbawiony statusu profesjonalnego i w 2003 został rozwiązany.

## Sukcesy
- Druha Liha:

3 miejsce: 1996/97, 1998/99, 2000/01
- Puchar Ukrainy:

1/16 finału: 1996/97
- Amatorska Liha:

mistrz: 1992/93